# George Segal
George Segal   (Great Neck, 13 de febrer de 1934 - Santa Rosa Memorial Hospital, 23 de març de 2021) fou un actor estatunidenc guanyador del Globus d'Or.

## Biografia

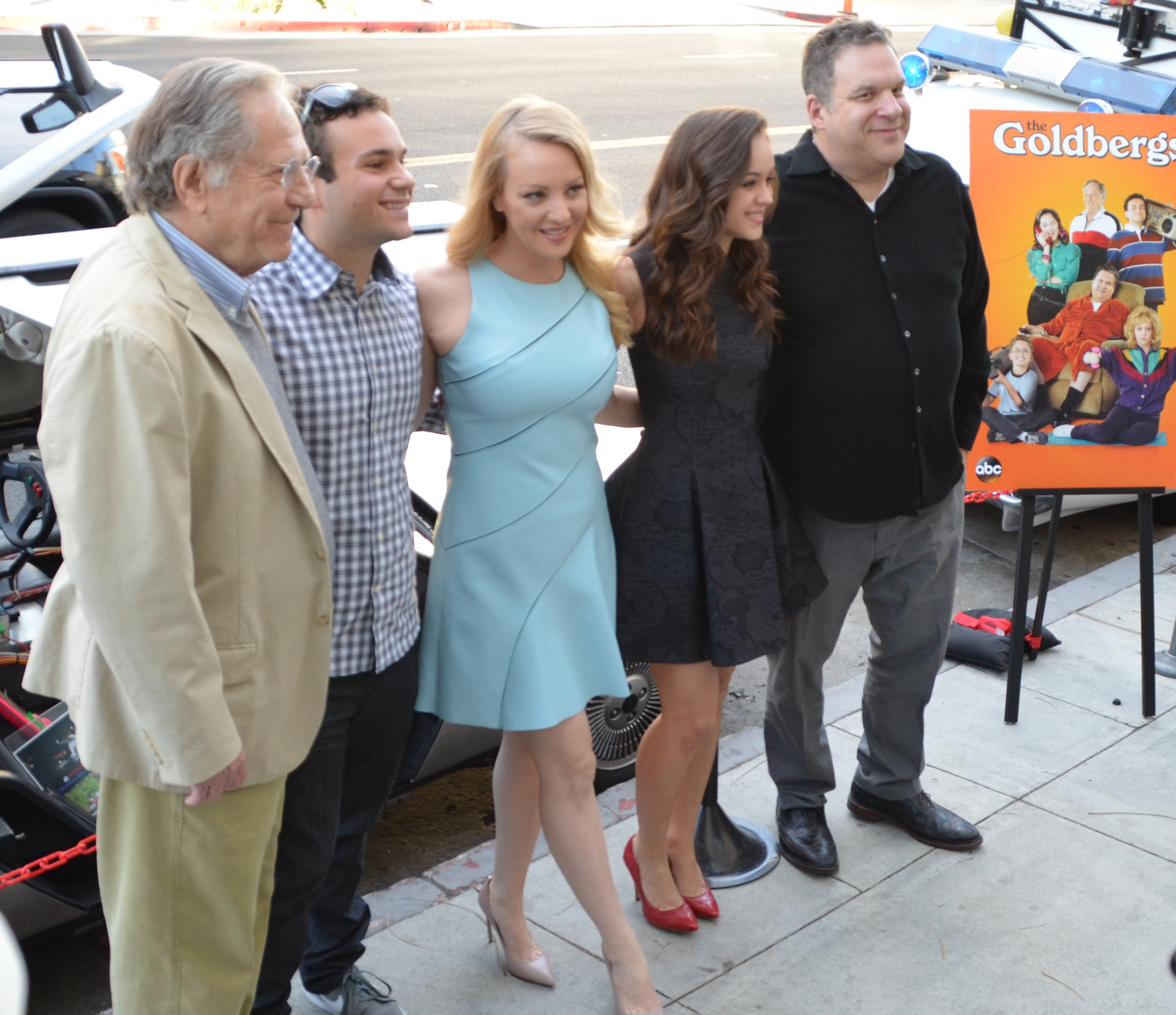
Segal (esquerra) amb el repartiment de The Goldbergs (sèrie), 2014

Va néixer a Great Neck, Long Island, estat de Nova York. Era un gran intèrpret del banjo. Mentre estudiava en el col·legi va organitzar un conjunt de música que va recollir molts èxits. Després va estudiar arts dramàtiques a la Universitat de Colúmbia, a Nova York, on va organitzar novament un grup musical. Una vegada acabats els seus estudis es va guanyar la vida netejant lavabos en un teatre de Nova York, esperant que arribés la seva oportunitat.
Finalment, el 1955, Segal va debutar en el teatre amb l'obra Don Joan, de Molière. L'any següent va actuar en una altra obra, aquesta vegada d'Eugene O'Neill. A continuació va haver de complir el servei militar. Al seu retorn, va aconseguir participar en el festival Shakespeare de Nova York, fins que el 1960 va tenir el seu primer èxit important en The Premise, una obra amb característiques de revista, que va estar en cartell durant molt de temps.
El 1961 Segal va actuar en la seva primera pel·lícula. En els anys següents va fer diverses pel·lícules més, encara que en tots els casos en papers petits. En la pel·lícula de Stanley Kramer de 1965 Ship of Fools ja va començar a ser conegut. No obstant això, va ser amb el film d'aquest mateix any King Rat, una història sobre la Segona Guerra Mundial, amb el qual va saltar a la fama com a actor de cinema. Mentre rodava aquestes pel·lícules, Segal va continuar actuant en el teatre, on va treballar també amb el director Mike Nichols, amb qui va coincidir el 1966 en el rodatge de Qui tem a Virginia Woolf, pel·lícula que va guanyar diversos Oscar.
Els anys següents Segal va intervenir en multitud de pel·lícules, generalment en papers principals o secundaris importants. Els seus dots d'interpretació són extensos, i és capaç d'actuar en papers còmics amb la mateixa facilitat que en papers dramàtics. El seu aspecte rialler li va fer guanyar la simpatia de les audiències.
Segal va introduir-se també en la televisió, encara que fins a la dècada dels anys 90 no va començar a treballar de debò en aquest mitjà. Des de llavors va intervenir regularment en una o dues produccions de pel·lícules o mini-sèries per a la televisió cada any, fins a l'extrem que últimament semblava sentir-se més a gust en aquest mitjà que al cinema. Amb les seves intervencions en televisió va tenir també un notable èxit.
Segal es va casar en tres ocasions. Amb la seva primera esposa va tenir dues filles. El seu segon matrimoni va durar fins a 1996, any en què va morir la seva esposa. Aquell mateix any es va tornar a casar per tercera vegada.
L'any 1974 es publica el LP A Touch of Ragtime, figurant com George Segal and the Imperial Jazzband. En la portada del disc l'hi veu somrient amb un banjo. Entre d'altres, participa en aquest disc Harry Nilsson.

## Filmografia
- The Young Doctors (1961)
- The Longest Day (1962)
- Channing, (1963)
- Invitació a un pistoler (Invitation to a Gunfighter) (1964)
- The New Interns (1964)
- King Rat (1965)
- Ship of Fools (1965)
- Comandament perdut (Lost Command) (1966)
- Who's Afraid of Virginia Woolf? (1966)
- Conspiració a Berlin (The Quiller Memorandum) (1966)
- The St. Valentine's Day Massacre (1967)
- Bye Bye Braverman (1968)
- No Way to Treat a Lady (1968)
- The Girl Who Couldn't Say No (1968)
- The Bridge at Remagen (1969)
- L'estrella del sud (The Southern Star) (1969)
- Loving (1970)
- Where's Poppa? (1970)
- The Owl and the Pussycat (1970)
- Nascut per guanyar (Born to Win) (1971)
- Un diamant molt calent (The Hot Rock) (1972)
- Blume in Love (1973)
- A Touch of Class (1973)
- The Terminal Man (1974)
- California Split (1974)
- Russian Roulette (1975)
- The Black Bird (1975)
- The Duchess and the Dirtwater Fox (1976)
- Fun with Dick and Jane (1977)
- Rollercoaster (1977)
- Who Is Killing the Great Chefs of Europe? (1978)
- Lost and Found (1979)
- The Last Married Couple in America (1980)
- Carbon Copy (1981)
- The Zany Adventures of Robin Hood (1984)
- The Cold Room (1984)
- Stick (1985)
- Not My Kid (1985)
- Take Five (1987)
- Run for Your Life (1988)
- Murphy's Law (1988–1989)
- Look Who's Talking (1989)
- For the Boys (1991)
- Me, Myself & I (1992)
- Fugida mortal (Joshua Tree) (1993)
- Look Who's Talking Now (1993)
- Direct Hit (1994)
- To Die For (1995)
- The Babysitter (1995)
- The Naked Truth (1995–1997) (4 episodes)
- És la meva festa (It's My Party) (1996)
- Flirtejant amb el desastre (Flirting with Disaster) (1996)
- Un boig a domicili  (The Cable Guy) (1996)
- The Mirror Has Two Faces (1996)
- Tracey Takes On... (1997) (5 episodes)
- Just Shoot Me! (1997–2003)
- Heights (2004)
- Dinotopia: Quest for the Ruby Sunstone (2005)
- Billy & Mandy's Big Boogey Adventure (2007) (veu)
- Private Practice (2007) (1 episodi)
- Boston Legal (2008) (1 episodi)
- Pushing Daisies (2009) (1 episodi)
- Entourage (2009; 3 episodis)
- 2012 (2009)
- Made for Each Other (2009)
- Love and Other Drugs (2010)
- Retired at 35 (2011–12)
- The Goldbergs (2013-)

## Discografia
- The Yama Yama Man (1967)

## Premis i nominacions

### Premis
- 1974: Globus d'Or al millor actor musical o còmic per A Touch of Class

### Nominacions
- 1967: Oscar al millor actor secundari per Who's Afraid of Virginia Woolf?
- 1967: Globus d'Or al millor actor secundari per Who's Afraid of Virginia Woolf?
- 1999: Globus d'Or al millor actor en sèrie musical o còmica per Just Shoot Me!
- 2000: Globus d'Or al millor actor en sèrie musical o còmica per Just Shoot Me!